# Bathyschraderia
Bathyschraderia är ett släkte av kräftdjur. Bathyschraderia ingår i familjen Lysianassidae.
Kladogram enligt Catalogue of Life:
| Bathyschraderia | \| \| Bathyschraderia fragilis \| \| \| \| \| \| Bathyschraderia magnifica \| \| \| \| |
|                 | \| \| Bathyschraderia fragilis \| \| \| \| \| \| Bathyschraderia magnifica \| \| \| \| |
|                 | Bathyschraderia fragilis                                                               |
|                 |                                                                                        |
|                 | Bathyschraderia magnifica                                                              |
|                 |                                                                                        |